# Conus edaphus
Espèce
Conus edaphus est une espèce de mollusques gastéropodes marins de la famille des Conidae.
Comme toutes les espèces du genre Conus, ces escargots sont prédateurs et venimeux. Ils sont capables de « piquer » les humains et doivent donc être manipulés avec précaution, voire pas du tout.

## Description
La taille de la coquille varie entre 25 mm et 82 mm.
(Description originale) La coquille petite, courte, robuste et solide possède une spire courte et aiguë, une épaule arrondie et des côtés légèrement convexes. Le protoconque est constitué de 2½ whorls arrondis blanchâtres translucides avec une fossette au apex. Sur les 8½ verticilles restants, les cinq premiers ont l'épaule irrégulièrement, obscurément, minutieusement perlée. La pente du protoconque à l'épaule du verticille est légèrement concave. Le fasciole entre l'épaule et la suture derrière elle est déprimé, avec deux forts sillons en spirale, les espaces intermédiaires plutôt tumides. La coloration de la coquille est particulière. Le dessin rappelle Conus taeniatus et Conus tessulatus. Le fond est d'un blanc cireux subtranslucide. Entre l'épaule et le canal siphonal il y a environ seize bandes spiralées subégales, articulées rectangulairement, séparées par des espaces plus étroits de la couleur de fond. Les articulations sont alternativement rouge vermillon ou orange et blanc opaque. Sur la flèche se trouvent près d'une douzaine de flammules rayonnantes orange ou vermillon. L'intérieur de l'ouverture est blanc rosé, la région autour du canal de couleur rose foncé. La seule sculpture sur les côtés de la coquille consiste en environ six sillons cannelés équidistants, s'élargissant vers l'avant jusqu'à atteindre le canal siphonal, et quelques stries plus petites sur le fasciole siphonal. L'ouverture est étroite, à côtés parallèles, avec un lip externe droit, les sinus antérieur et postérieur modérément profonds. 

## Distribution
Cette espèce marine est présente depuis le Golfe de Californie, au Mexique, jusqu'au Panama.

## Taxonomie

### Publication originale
L'espèce Conus edaphus a été décrite pour la première fois en 1910 par le naturaliste, malacologiste et paléontologue américain William Healey Dall (1845-1927) dans la publication intitulée « Proceedings of the United States National Museum »,.

### Synonymes
- Conus (Tesselliconus) edaphus Dall, 1910 · appellation alternative
- Lithoconus edaphus (Dall, 1910) · non accepté
- Tesselliconus edaphus (Dall, 1910) · non accepté

### Identifiants taxinomiques
Chaque taxon catalogué par les bases de données biologiques et taxonomiques possède un identifiant qui permet d'établir un point de référence. Les identifiants de Conus edaphus dans les principales bases sont les suivants :
AFD : Conus_(Tesselliconus)_edaphus - CoL : XXBP - GBIF : 5795806 - iNaturalist : 812645 - IRMNG : 10689728 - WoRMS : 429933